# Archegosaurus
|  | Dieser Artikel wurde aufgrund von formalen oder inhaltlichen Mängeln in der Qualitätssicherung Biologie im Abschnitt „Paläontologie“ zur Verbesserung eingetragen. Dies geschieht, um die Qualität der Biologie-Artikel auf ein akzeptables Niveau zu bringen. Bitte hilf mit, diesen Artikel zu verbessern! Artikel, die nicht signifikant verbessert werden, können gegebenenfalls gelöscht werden. Lies dazu auch die näheren Informationen in den Mindestanforderungen an Biologie-Artikel. |

Archegosaurus ist eine Gattung temnospondyler Amphibien, die im Zeitalter des Perm vor etwa 299 bis 253 Millionen Jahren gelebt hat. Die Überreste dieses Tieres, bestehend aus mindestens 90 vollständig oder
teilweise erhaltenen Skeletten (hauptsächlich Schädeln), wurden überwiegend in Deutschland und Tschechien gefunden. Die Gattung Archegosaurus wurde im Jahr 1847 von August Goldfuß erstmals beschrieben. Sie gehört zur Familie der Archegosauridae und ist die Typspezies dieser Familie.

## Klassifikation
Im Jahr 1938 beschrieb die Paläontologin Margaret C. Steen einen Temnospondylen aus der permischen Ruprechtice-Formation im Nordosten Böhmens. Steen nannte ihn Memonomenos dyscriton aufgrund eines Schädels, der schmaler war als andere in dieser Formation. Er wurde als Anthracosaurier klassifiziert, einer Gruppe, die eng mit den Reptilien verwandt ist. Sowohl Memonomenos als auch embolomere Anthracosaurier hatten Wirbel, die in mehrere Teile unterteilt waren, einschließlich eines Pleurozentrum und Interzentrum. Tiere mit dieser Art von geteilten Wirbeln werden als Rhachitomi bezeichnet. Zu Beginn des zwanzigsten Jahrhunderts betrachteten Paläontologen rhachitome Temnospondylen als die Nachkommen von Embolomeren, und Steen betrachtete Memonomenos als Bindeglied zwischen diesen beiden Gruppen. Steen stellte auch fest, dass Memonomenos große Tabulare (ein Knochen im hinteren Teil des Schädeldaches) hatte, eine Eigenschaft, die er mit Anthracosauriern teilte. Später stellte sich heraus, dass Temnospondylen und Anthracosaurier zwei weit entfernt verwandte Gruppen waren, und der Paläontologe Alfred Romer platzierte Memonomenos innerhalb der Anthracosauria. Diese Einordnung galt bis 1978, als Memonomenos der Gattung Archegosaurus zugeordnet und als Temnospondyl klassifiziert wurde. Memonomenos dyscriton wurde damit zu einer zweiten Art von Archegosaurus, A. dyscriton.

## Biologie

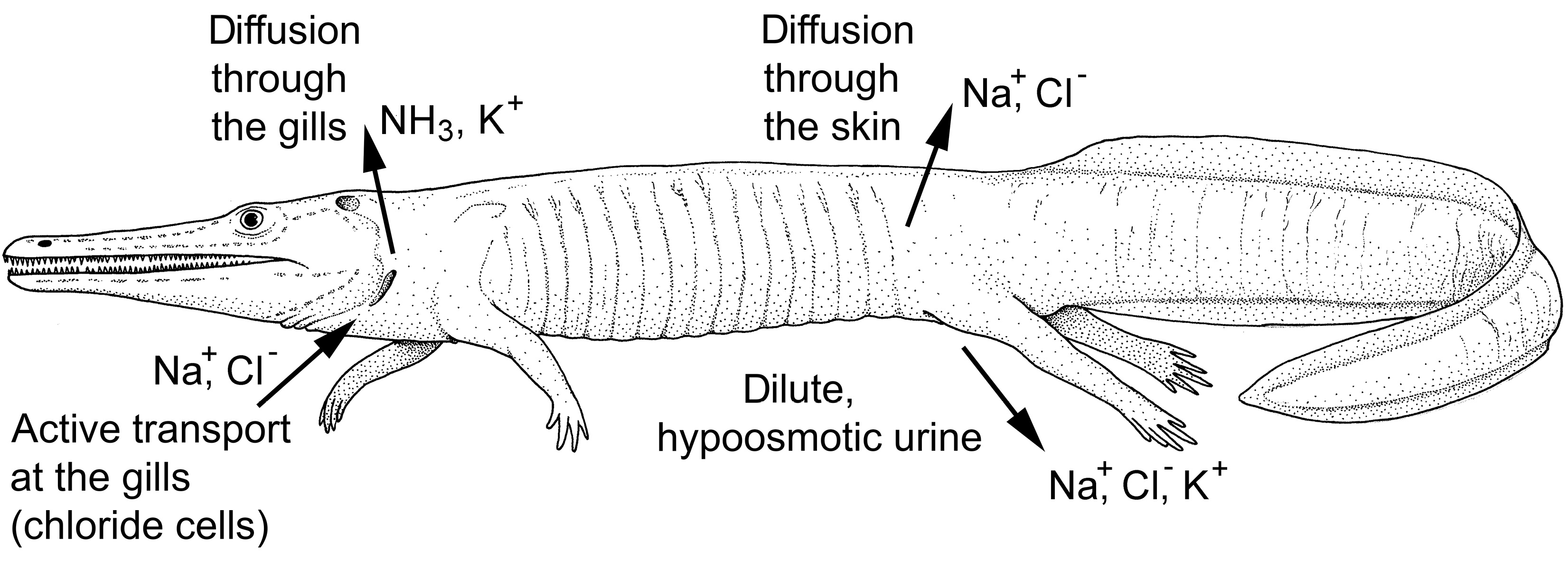
Stoffwechsel in Archegosaurus.

Archegosaurus wurde ca. 1 m lang und war ein vollständig aquatisches Tier. Eine Studie zu seinem Stoffwechsel, Gasaustausch, Osmoregulation und Verdauung legt nahe, dass es eher Fischen ähnelte als modernen aquatischen Amphibien wie Salamandern. Ein naher Verwandter von Achegosaurus war Prionosuchus.